# مويشا
مويشا (بالإنجليزية: Moesha)‏ مسلسل تلفزيوني أمريكي يعتمد على كوميديا الموقف عرض على شبكة باراماونت المتحدة من 23 يناير 1996 إلى 14 يونيو 2001 حيث تم تصوير 6 أجزاء بواقع 122 حلقة .

## القصة
تدور أحداث المسلسل حول أسرة أمريكية متوسطة الدخل من أصول أفريقية من خلال أحد بنات هذه الأسرة وهي مويشا .

## الشخصيات
| الممثل(ة)        | الشخصية          | عدد الحلقات |
| براندي نوروود    | مويشا ميتشيل     | 122         |
| ويليام ألين يونغ | فرانك ميتشيل     | 122         |
| ماركوس ت. بولك   | مايلز ميتشيل     | 121         |
| كونتيس فوغن      | كيمبرلي آن باركر | 76          |
| لامونت بينتلي    | حكيم كامبل       | 23          |
| ديريل أوينز      | نايس             | 13          |
| أليكسيس فيلدز    | أليسيا           | 12          |
| بيرني ماك        | العم بيرني       | 11          |
| شيريل لي رالف    | دي ميتشيل        | 10          |
| فريدرو ستار      | كيو              | 9           |
| ---------------- | ---------------- | ----------- |

## جوائز المسلسل
| السنة | المهرجان       | الجائزة                           | الحاصل عليها  |
| 1997  | مهرجان الصورة  | أفضل ممثل(ة) شاب(ة)               | براندي نوروود |
| 1998  | مهرجان الصورة  | أفضل ممثلة مساندة في مسلسل كوميدي | كونتيس فوغن   |
| 2000  | مهرجان اللمعان | أفضل مسلسل كوميدي                 | المسلسل       |
| ----- | -------------- | --------------------------------- | ------------- |

## روابط خارجية
- مويشا على موقع IMDb (الإنجليزية)
- مويشا على موقع ميتاكريتيك (الإنجليزية)
- مويشا على موقع روتن توميتوز (الإنجليزية)
- مويشا على موقع أول موفي (الإنجليزية)
- مويشا على موقع فيلمافينيتي (الإسبانية)
- مويشا على موقع كينوبويسك (الروسية)
- مويشا على موقع ألو سيني (الفرنسية)
- مويشا على موقع قاعدة بيانات الفيلم (الإنجليزية)